# Кастелли, Энрико
Энри́ко Касте́лли (итал. Enrico Castelli, 22 февраля 1909, Милан — 21 сентября 1983, Милан) — итальянский баскетболист. Участник летних Олимпийских игр 1936 года.

## Биография
Энрико Кастелли родился 22 февраля 1909 года в итальянском городе Милан.
Играл в баскетбол за «Борлетти» из Милана, в составе которого четыре раза становился чемпионом Италии (1936—1939).
3 мая 1936 года дебютировал в составе сборной Италии в товарищеском матче против Австрии.
В 1936 году вошёл в состав сборной Италии по баскетболу на летних Олимпийских играх в Берлине, занявшей 7-е место. Провёл 3 матча, набрал 2 очка в матче со сборной Мексики.
В течение карьеры провёл за сборную Италии 5 матчей, набрал 4 очка.
В 1945 году был президентом Итальянской федерации баскетбола. После Второй мировой войны был членом Национального олимпийского комитета Италии от баскетбольной федерации.
Умер 21 сентября 1983 года.